# Bjarni Fritzson
Bjarni Fritzson, né le 12 septembre 1980 à Reykjavik, est un ancien joueur islandais de handball. Cet ailier droit est international A islandais, il était réserviste pour les 
Jeux olympiques de 2008 mais n'a pas intégré l'équipe devenue vice-championne olympique.
Capitaine de l'IR Reykjavik, il compte 24 sélections en équipe d'Islande quand il est transféré en 2005 à l'US Créteil. Il rejoint ensuite en 2007 le Saint-Raphaël Var Handball où il évolue jusqu'en 2009. Il retourne alors en Islande où il termine meilleur marqueur du championnat en 2010 et 2012.
Il se reconvertit ensuite en tant qu'entraîneur au KA Akureyri puis à l'IR Reykjavik et depuis 2017, la Fédération islandaise lui a confié la sélection des U19/U20.